# Sydossetiens flagga

Sydossetiens flagga (26 november 1990 – nutid)

Sydossetiens flagga antogs i konstitutionen (artikel 155) den 26 november 1990, och bekräftades av Sydossetien genom förordningen den 30 mars 1992 och återigen i Sydossetiens konstitution från 2001.

## Utseende och betydelse
Den horisontella vit–röd–gula trikoloren för Sydossetien motsvaras av flaggan för den ryska granndelrepubliken Nordossetien-Alanien. I 1992 års förordning (artikel 1) fastställdes sidförhållandet till 1:2, vilket ryska flaggor använder traditionellt. Det vita står för nationens visdom och andlighet, det röda för militär vaksamhet och det gula för folkets välfärd.

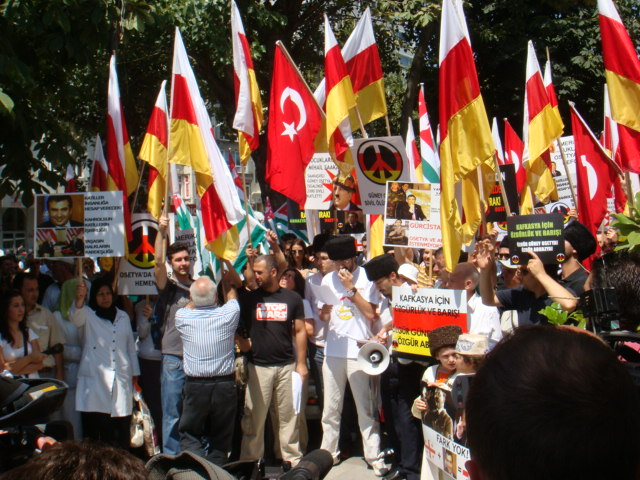
Demonstranter med Sydossetiens flagga

## Ossetiens flagga

### Nordossetiens flagga

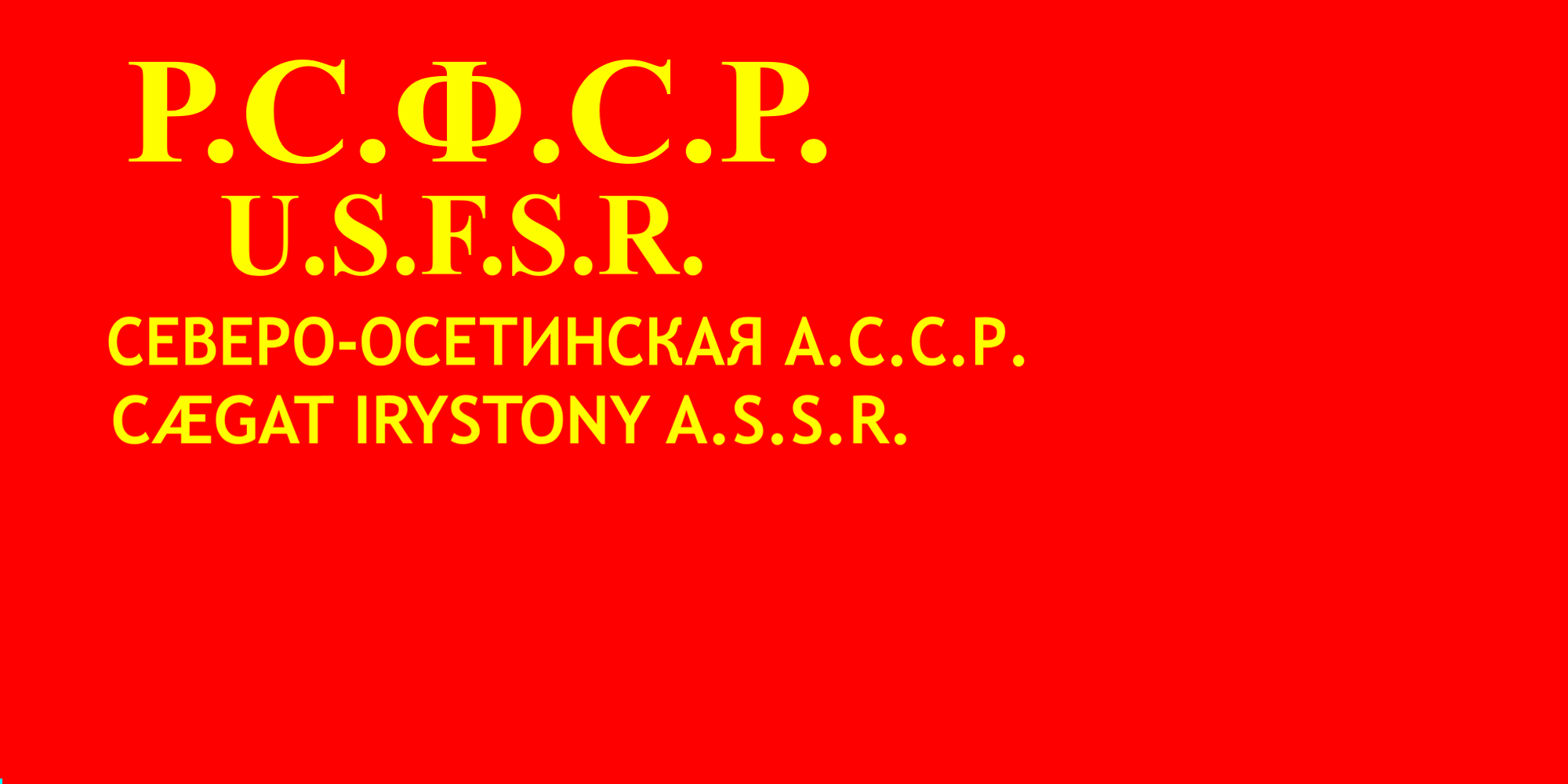
Nordossetiska ASSR:s flagga[2] (3 juli 1937 – 15 augusti 1938)
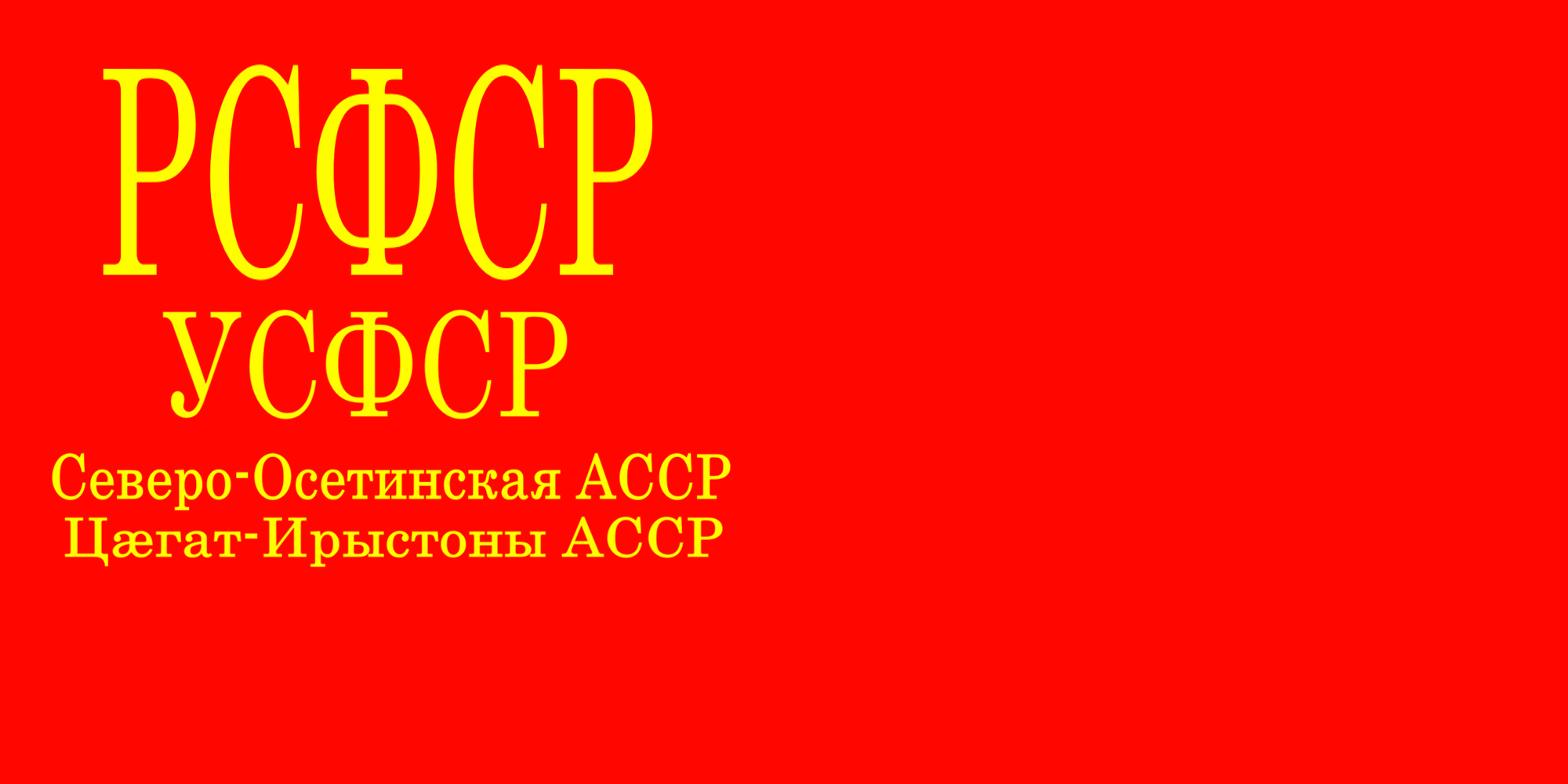
Nordossetiska ASSR:s flagga (15 augusti 1938 – 16 juni 1954)
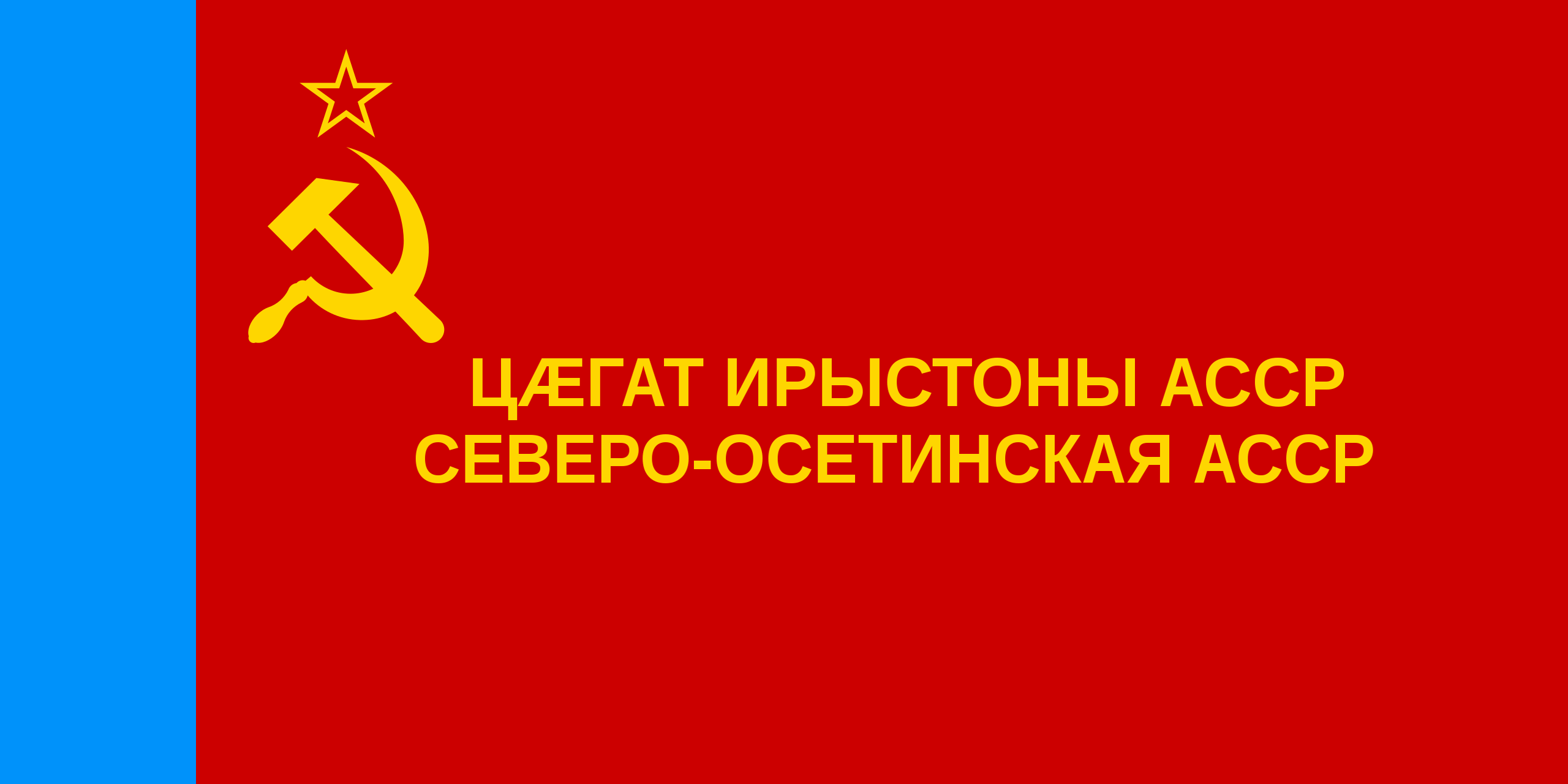
Nordossetiska ASSR:s flagga (16 juni 1954 – 24 juni 1981)
Nordossetiska ASSR:s flagga (24 juni 1981 – 2 oktober 1991)
Nordossetiska SSR:s flagga (2 oktober – 10 december 1991)
Nordossetiska SSR:s flagga (10 december 1991 – 24 november 1994)
Nordossetiens flagga[3] (24 november 1994 – nutid)

### Sydossetiens flagga
- Sydossetiens flagga[4] (26 november 1990 – nutid)